# 35e à 31e millénaires avant le présent
70e à 51e millénaires AP |
50e à 41e millénaires AP |
40e à 36e millénaires AP |

35e à 31e millénaires avant le présent
|
30e à 26e millénaires AP |
25e à 21e millénaires AP |
20e à 18e millénaires AP

Cet article traite de l’histoire évolutive de la lignée humaine entre 35 000 et environ 30 000 ans avant le présent (AP). Homo sapiens remplace peu à peu, dans toute l'Europe actuelle, l'Homme de Néandertal, lequel ne subsiste plus en fin de période que dans la péninsule Ibérique et en Crimée. Vers 31 000 ans AP, une première vague de peuplement du continent européen par l'Homme moderne, dite aurignacienne, est évincée par une seconde vague dite gravettienne.

## Évènements

### Afrique
- Entre 35 100 et 30 360 ans avant le présent (AP) : les squelettes fossiles d'Homo sapiens de Nazlet Khater, en Haute-Égypte, présentent des caractères archaïques[1].

### Amérique
- 33 370 ans AP : première occupation du site préhistorique de Monte Verde, au Chili, datée de 33 370 ± 530 ans AP[2] (date contestée).
- 31 850 ans AP : le site de Cedral, dans l'État de San Luis Potosí au Mexique, livre un foyer circulaire entouré d'os de mammouths et de mastodontes daté de 31 850 ± 1600 ans AP[3].

### Asie-Pacifique

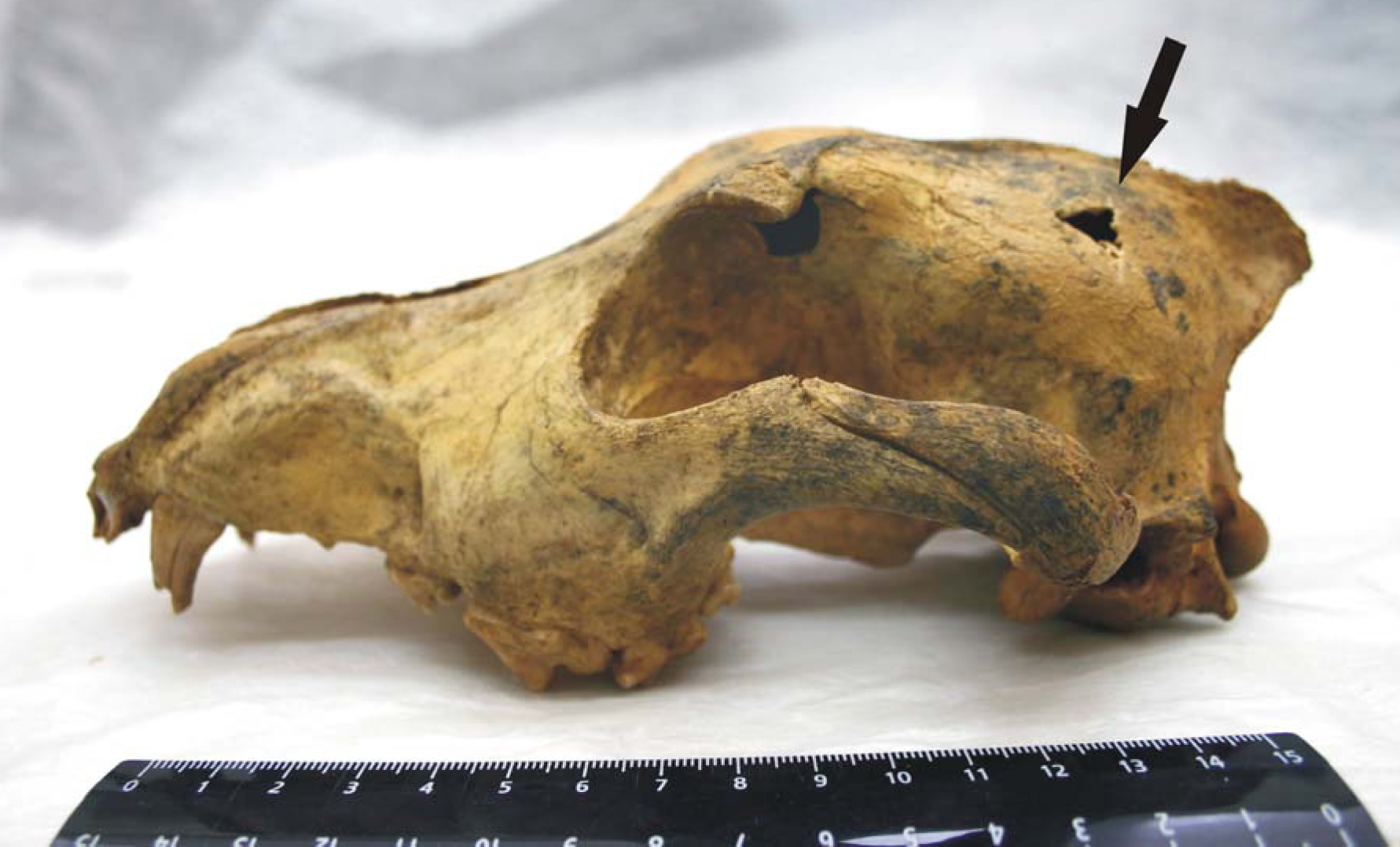
Le profil gauche du crâne du canidé de Razboinichya

- Vers 33 000 ans AP : le plus ancien reste de chien domestique serait un crâne vieux de 33 000 ans trouvé dans la grotte de Razboinichya dans les montagnes de l'Altaï au sud de la Sibérie. Ce canidé archaïque, comme celui des grottes de Goyet en Belgique, est génétiquement différent des chiens actuels[4].

- 32 000 ans AP :
  - sur le site australien du lac Mungo, une sépulture datée de 32 000 ans AP révèle un corps couvert d’ocre rouge, matériau apporté sur place à des fins cultuelles[5]. Le site de Keilor (en) livre des foyers datant d'environ 31 000 ans AP.
  - découverte d’un collier de coquillages daté de 32 000 ans AP dans l’abri sous roche de Mandu Mandu à North West Cape en Australie-Occidentale[6].
  - Homme de Yamashita, restes fossiles d'Homo sapiens, découverts en 1968 sur l'île d'Okinawa, au Japon, et datés de 32 000 ± 1000 ans AP[7].

- 31 800 ans AP : présence humaine en Sibérie nord-orientale sur le site de la rivière Yana, en Yakoutie arctique, à 71 degrés de latitude nord. Cette présence crédibilise une colonisation précoce du continent américain par l'Homme moderne[8].

### Europe

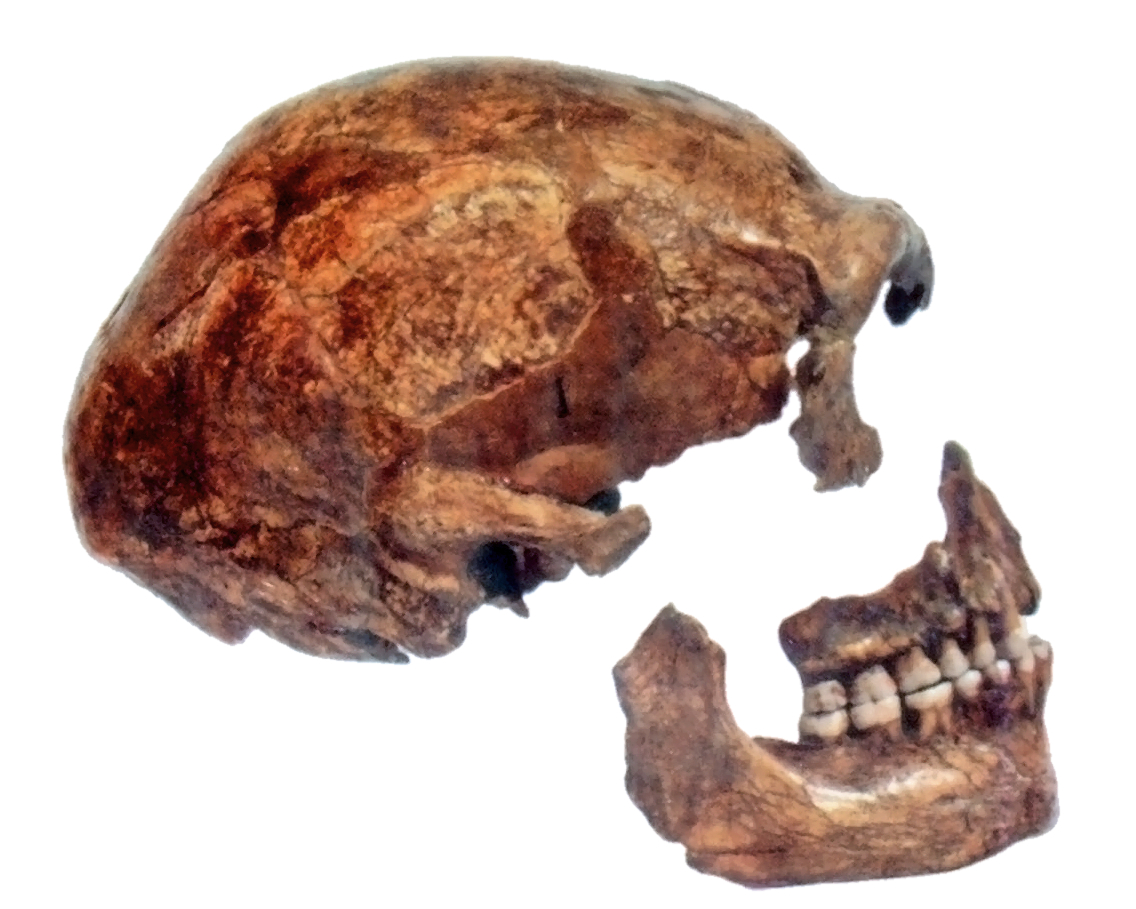
Crâne "Spy 2"

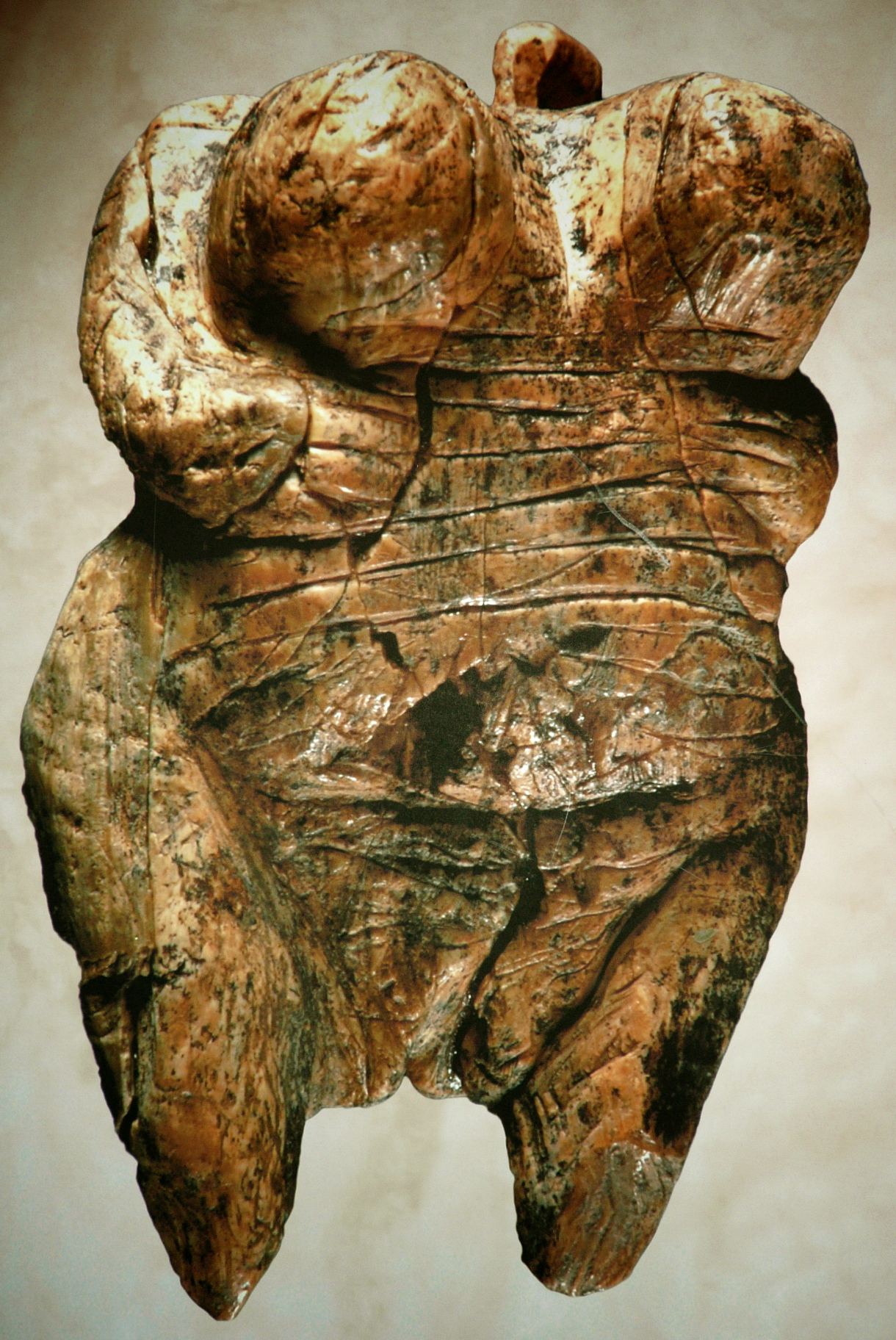
La vénus de Hohle Fels témoigne d'une tradition sculpturale en Europe centrale dès l'arrivée des Hommes modernes.

- 38 500 ans avant le présent (AP) : Homme de Spy, connu par deux squelettes fossiles découverts en 1886 dans la grotte de Spy, en Belgique, seconds fossiles identifiés comme Néandertaliens, 30 ans après le Néandertalien originel de la grotte de Feldhofer, en Allemagne. L'Homme de Spy est associé stratigraphiquement à une industrie moustérienne[9]. Les deux squelettes auraient fait l'objet d'une sépulture.
- Vers 35 000 ans AP : vénus de Hohle Fels, statuette féminine en ivoire de mammouth aux traits sexuels exagérés, découverte en 2008 dans la grotte de Hohle Fels, dans le Jura souabe, en Allemagne, datée d'au moins 35 000 ans. Elle relève de la culture archéologique aurignacienne. Des morceaux de flûte contemporains en os de vautour ont été découverts à proximité[10].
- Entre 34 000 et 30 500 ans AP : sépultures de Sungir, près de Vladimir, en Russie, de deux adolescents masculins et d'un homme âgé. Elles sont datées entre 32 050 et 28 550 ans av. J.-C., et par une analyse ADN effectuée en 2017 de 34 000 ans AP[11]. Un des trois individus est mort à l’âge de soixante ans, ce qui fait de lui le doyen des hommes préhistoriques connus. Plusieurs milliers de perles d'ivoire, cousues sur les vêtements des deux garçons y ont été découvertes. Les corps portent de nombreuses parures, bracelets, colliers de coquillages, canines perforées de renard polaire, ornements d’ivoire, figurines d'animaux, pendentifs. Deux lances en ivoire de mammouth de plus de deux mètres de long ont été déposées à côté des deux garçons. Rectilignes, elles ont été déformées sans doute dans de l’eau bouillante.
- 33 000 ans AP : dame rouge de Paviland, squelette assez complet d'un jeune homme datant du Paléolithique supérieur, teint d'ocre rouge, découvert en 1823, sur la péninsule de Gower, au Pays de Galles. Daté de 33 000 ans en 2009, il s'agit d'une des plus anciennes inhumations connues d'un Homo sapiens en Europe de l'Ouest[12].
- Entre 33 000 et 29 000 ans AP : peintures des grottes d'Arcy-sur-Cure, dans l'Yonne[13]. Les peintures ont été réalisées à l'ocre et au charbon de bois. On y trouve à la fois des mains d'hommes, de femmes et d'enfants en négatif, et des représentations d'animaux.
- Vers 32 000 ans AP : les derniers Néandertaliens disparaissent du Sud-Ouest de la France. Ils subsistent au sud de la péninsule Ibérique jusque vers 28 000 ans voire 24 000 ans AP vers Gibraltar (date contestée)[14].
- 31 680 ans AP : découverte dans les années 1860 dans les grottes de Goyet en Belgique, d'un crâne de canidé identifié comme celui d'un chien domestique daté en 2002 de 31 680 ± 750 ans AP.